# Blånadssvampar
Blånadssvampar (Ophiostomatales) är en ordning av svampar inom stammen sporsäcksvampar. De växer i död ved eller virke, där de kan penetrera några millimeter. De angriper inte den lignifierade cellväggen och orsakar därför ingen egentlig mekanisk skada på träet. Blånadssvampar ger olika grad missfärgning genom melanintillverkning. Förutom blått förekommer också svart och andra färger. Födan får svampen genom harts och icke-lignifierade cellulosastrukturer.
Blånadssvamp kan angripa trä snabbare än andra former av röta, och det förekommer att avverkade träd som blivit kvar i skogen lite för länge kan angripas av blånadssvamp så kallad stockblånad. Detta sänker normalt sett värdet på veden, även om det förekommer att möbelsnickare har använt sig av angripen ved (blåved) för att åstadkomma särskilda effekter. För kemisk pappersmassatillverkning spelar det inte så stor roll om råvaran angripits av blånad, men för mekanisk pappermassatillverkning kan det innebära att massan blir mörkare. Ett annat namn för blånadssvamp är blårötesvamp.
Blånadssvamp inomhus i ett hus, till exempel i grundläggning eller i vindsutrymmet visar att luftfuktigheten är för hög och att åtgärder för att sänka den bör vidtas. Blånadssvampen är troligen i sig själv ofarlig; i vart fall har vetenskapen inte kunnat belägga hälsorisker. Men är det fuktigt nog för blånadssvamp kan också andra mikrober växa som är bevisat hälsoskadliga.
Lämpliga åtgärder kan vara att avlägsna en fuktkälla eller att installera en avfuktare. 